# Де Уайлд, Брендон
Брендон Де Уайлд (англ. Brandon De Wilde, при рождении Андре Брендон деУайлд (англ. Andre Brandon deWilde), 9 апреля 1942 — 6 июля 1972) — американский актёр. Родился в Бруклине в театральной семье. В семь лет дебютировал на Бродвее в постановке «Участница свадьбы», а в 1952 году появился и в одноимённой киноэкранизации, за которую был удостоен премии «Дональдсон». Год спустя с успехом себя показал в роли Джоуи Старрета в знаменитом вестерне Джорджа Стивенса «Шейн», который принёс ему номинацию на «Оскар» как лучшему актёру второго плана. Во взрослой жизни Брендон Де Уайлд продолжал много сниматься в кино и на телевидении, вплоть до своей смерти в автокатастрофе в штате Колорадо в июле 1972 года.

## Награды
- Золотой глобус 1953 — «Лучший юный актёр (специальная премия)» («Участница свадьбы»)